# Lada SM3
Проєкт виробництва Nissan Almera Classic під назвою Lada SM3 2012 року.
Згідно з виробничим планом удмуртського автоскладального підприємства, наступного року планується випустити 2 тисячі автомобілів Lada SM3, в 2013 році - вже 13 тисяч, а в 2014 році - 14 тисяч.
Автомобіль Lada SM3 є популярною моделлю, яка виготовлятиметься на універсальній платформі альянсу SM3.
Зараз вирішується питання, чи буде це Nissan Almera Classic в старому кузові, але з проведеним фейсліфтингом або на конвеєр автогіганта встане друге покоління автомобіля на платформі SM3, представлене в 2009 році.